# Mount Swinford
Mount Swinford är ett berg i Antarktis. Det ligger i Östantarktis. Nya Zeeland gör anspråk på området. Toppen på Mount Swinford är 1 403 meter över havet.
Terrängen runt Mount Swinford är kuperad österut, men västerut är den bergig. Trakten är obefolkad. Det finns inga samhällen i närheten.